# Kevin Lejeune
Kevin Lejeune (Cambrai, 22 gennaio 1985) è un dirigente sportivo ed ex calciatore francese, di ruolo centrocampista, team manager del Metz.

## Palmarès

### Club

#### Competizioni nazionali
- Ligue 2: 1

Metz: 2013-2014